# L'Affaire Villemin
L'Affaire Villemin est une mini-série française en six épisodes de 52 minutes, sur un scénario de Pascal Bonitzer et Raoul Peck, réalisée par Raoul Peck en 2005 et diffusée sur France 3 entre le 28 et le 30 octobre 2006, puis rediffusée sur Arte en février- mars 2008.
Elle s'inspire de deux livres , Le Seize octobre de Jean-Marie Villemin, Christine Villemin et Laurent Beccaria, et Le Bûcher des innocents de Laurence Lacour, qui couvrait l'affaire Grégory en qualité de correspondante d'Europe 1 au moment des faits.

## Synopsis
Cette mini-série relate la mort de Grégory Villemin qui fût assassiné le 16 octobre 1984, ainsi que le déroulement judiciaire de cette affaire qui a mis la France en émoi.

## Distribution
- Armelle Deutsch : Christine Villemin
- Francis Renaud : Jean-Marie Villemin
- Constance Dollé : Laurence Lacour
- Stéphane Debac : le juge Bertrand (Jean-Michel Lambert)
- François Marthouret : le juge Maurice François (Maurice Simon)
- Alain Doutey : maître Bourgoin (Henri-René Garaud)
- François-Régis Marchasson : Laurent Cassini (Jean-Michel Bezzina)
- Steve Kalfa : maître Paul Schumann (Gérard Welzer)
- Arno Chevrier : Jacques Servais (Jean Ker)
- Frédéric Maranber : le capitaine Verdier (Étienne Sesmat)
- Christian Mulot : Christophe Colonna (Jacques Corazzi)
- Jean Barney : maître Francis Lafargue (Paul Prompt)
- Frédéric Saurel : Bernard Longuet (Bernard Laroche)
- Vanessa Guedj : Roselyne Longuet (Marie-Ange Laroche)
- Julie-Marie Parmentier : Brigitte Keller (Murielle Bolle)
- Arnaud Apprederis : Franck Cauvin
- Emmanuel Noblet : Pierre Thomas
- Jean-Pierre Hunot : le procureur Lemaire
- Joséphine Derenne : Alice Villemin (Monique Villemin)
- Gérard Paillard : François Villemin (Albert Villemin)
- Elisa Maillot : la greffière Mlle Gisèle Guichard (Édith Gaudin)
- Geoffrey Thibaut : maître Luguer
- Jean-Christophe Lebert : Molina
- Valérie Guyot : Liliane Villemin
- Anne-Louise Pommier : Marie-Christine Villemin
- Christophe Miga : Jacky Villemin
- Benoît Schick : Gilbert
- Alban Casterman : Didier Villemin (Michel Villemin)
- Carine Rousselot : Jacqueline Villemin
- Florian Denojean : Lionel Villemin
- Michèle Mathieu : Viviane Villemin
- Philippe Le Dem : le gendarme Delmas
- Dominique Lormey : le gendarme Double Patte
- Philippe Comby : le gendarme Patachon
- Chantal Mairet : Gilberte
- Jean-François Edouard : Gérard
- Marie-France Thomas : Jeanine Keller
- Jean-Jacques Jedor : Jérôme Keller
- Jean-Pierre Luddens : Maurice Keller
- Marcelle Chaon : Jeannette David
- Christophe Chatelain : Paul, journal DNA
- Mauricette Gourdon : Mme Julia
- Pierre Henri : premier bouvier
- Ghislain Montiel : second bouvier
- Sonia Hell : Mme Lescaut
- Stéphane Lidel : La Belette
- Jean-Pol Brissart : le rédacteur en chef
- Pascal Demolon : Xavier, le deuxième rédacteur
- Gérard Cherqui : le troisième rédacteur
- Laurent Magnin : Fadion
- Michel Prud'homme : Alain Robert
- Fabien Walteraigle : l'inspecteur Dejean
- Laurent Giroud : l'inspecteur Becker
- Tchil : l'inspecteur Guice
- Nicolas Abraham : un adjoint de Colonna
- Jean-Gilles Barbier : un autre adjoint de Colonna
- Pascal Renwick : Bourdieu
- Vincent Nemeth : maître Gougeard
- Daniel Berlioux : Paul Lefèvre
- Nathalie Boileau : Catherine Balard
- Denis Paulin : Claude Colin
- Olivier Pajot : le directeur prison
- Ludovic Berthillot : codétenu de Jean-Marie
- Manuel Bonnet : le président
- Jean-Marie Bossé : un gendarme
- Jean-Paul Bourreau : le collègue de Laurence
- Alexandre Boussart : un témoin
- Laurent Claret : un expert
- Odile Collinet : la grand-mère de Christine
- Olivia David Thomas : la sœur de Brigitte
- Nicolas Desmeaux : l'ouvrier d'usine
- Sylvain Charbonneau: un journaliste
- Marc Faure : le cardiologue
- Renaud Fleuri : le contre-expert
- Catherine Fornal : une collègue de Christine
- Gwendal Fournier : un gendarme
- Tony Gaultier : le garagiste
- Yves Jeanbourquin : un pompier
- Sylvie Lachat : un témoin
- Jean-Loup Lacour : un journaliste
- Jacques Leplus : le greffier du juge Bertrand
- Philippe Louvat : un photographe
- Gaëlle Mairet : une collègue de Christine
- Corinne Méraux : une collègue de Christine
- Claude Monnover : un reporter
- Laurent Montagner : le gynécologue
- Boris Napes : le codétenu de Jean-Marie
- Aldo Schamorri : le pêcheur
- Denis Sylvain : le président du tribunal
- Jacques Ville : le procureur d'Estaing
- Vincent Solignac : le juge de la Cour de cassation
- Daniel Léger
- Jean-François Garreaud : le ministre de la Justice, garde des Sceaux (Robert Badinter)
- Pascal Heurtebize : maitre d'hôtel restaurant

### Images d'archives
Quelques images d'archives de la télévision sont mêlées à la fiction. On voit apparaître des personnalités du petit écran ; entre autres :
- Daniel Bilalian
- Bernard Pivot
- Rachid Arhab
- Henri Sannier
- Philippe Labro
- Hervé Claude
- Jacques Martin
- Frédéric Lebon
- Dominique Verdeilhan

## Fiche technique
- Musique :
  - Musique originale : Bruno Coulais

## Épisodes
1. La Foudre
2. La Meute
3. L'Engrenage
4. Dérapage
5. La Traque
6. L'Espoir

## Commentaires
Dans le scénario, les noms des protagonistes (juges, magistrats, journalistes, parents de la famille Villemin) ont été changés, hormis le nom des parents de Grégory, de certains membres de la famille Villemin et de Laurence Lacour, dont le livre Le Bûcher des Innocents a inspiré le scénario. À ce sujet, le sénateur et ancien ministre Gérard Longuet déposera plainte pour l'utilisation du nom Longuet (le personnage de Bernard Laroche ayant été changé en "Bernard Longuet", la sonorité du nom ressemble fortement à celle de Gérard Longuet). Ce dernier confiera être « ulcéré et indigné » par cette « faute de goût »[réf. nécessaire].
Cette mini-série est diffusée du 28 au 30 octobre 2006 par la chaîne France 3, et rediffusée sur Arte les 29 février et 1er mars 2008. Les deux chaînes seront condamnées pour diffamation envers Bernard Laroche (France 3 le 9 avril 2009 par le tribunal correctionnel de Strasbourg et Arte le 5 juillet 2011 par la Cour d'appel de Versailles) au motif que « les réalisateurs conduisent nécessairement le téléspectateur à penser (...) que le petit Grégory a passé ses dernières minutes de vie à bord de la voiture de Bernard Laroche. »
En septembre et octobre 2021, TF1 diffuse Une affaire française, une mini-série, également en six épisodes, qui traite du même sujet. Le deuxième épisode des deux mini-séries portent exactement le même titre : La Meute.